# Gilles Gaston Granger
Pour les articles homonymes, voir Granger.
Gilles Gaston Granger, né le 28 janvier 1920 à Paris et mort le 24 août 2016, est un épistémologue et philosophe rationaliste français spécialiste d'épistémologie comparative.
Il est considéré comme l'un des plus importants épistémologues du XXe siècle.

## Biographie

### Formation

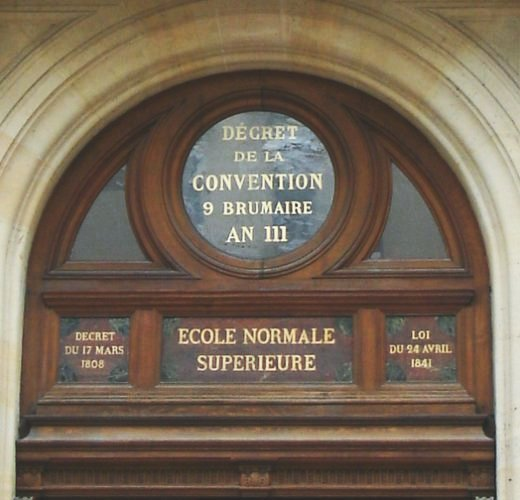
L'École normale supérieure à Paris.

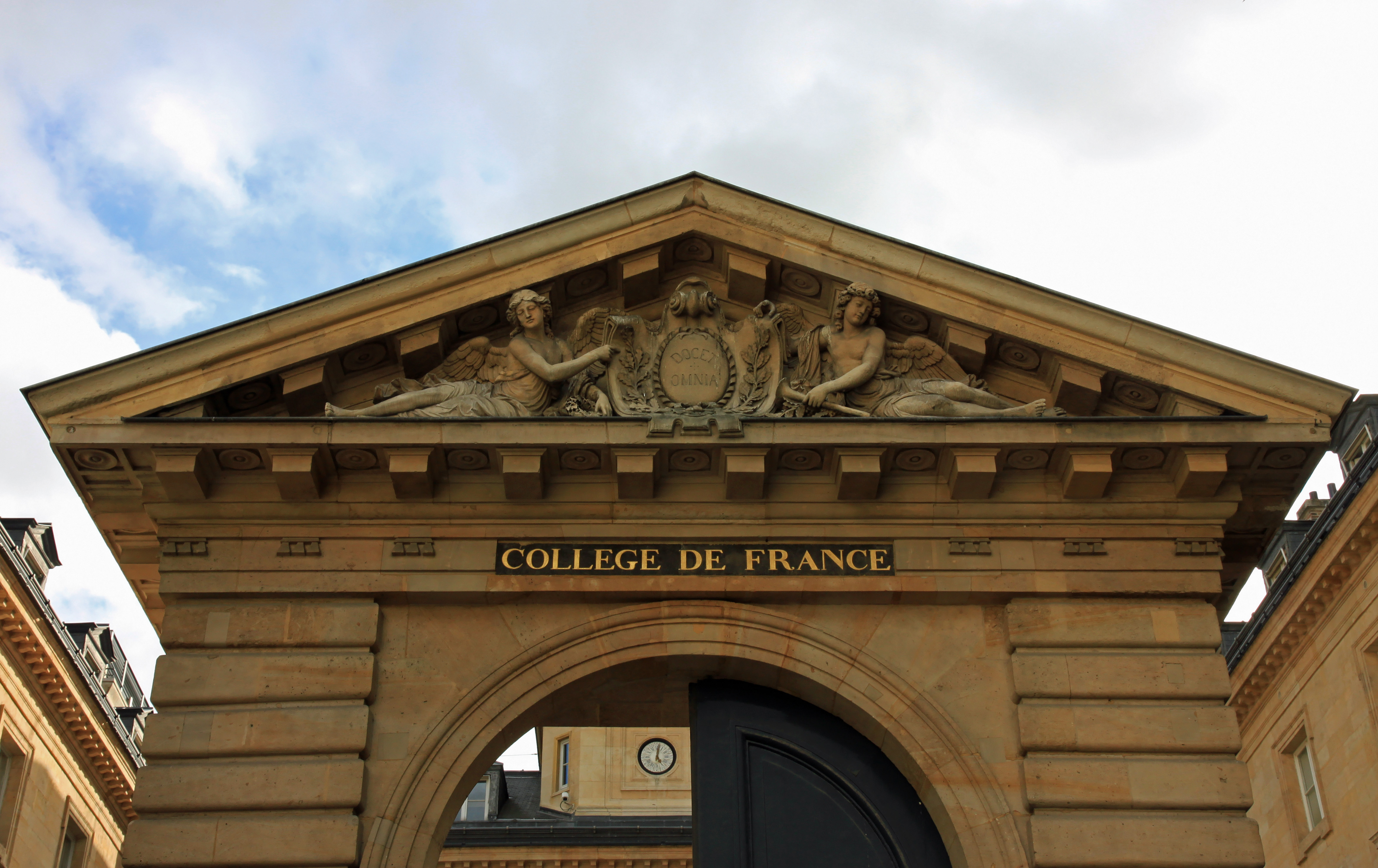
Le Collège de France à Paris.

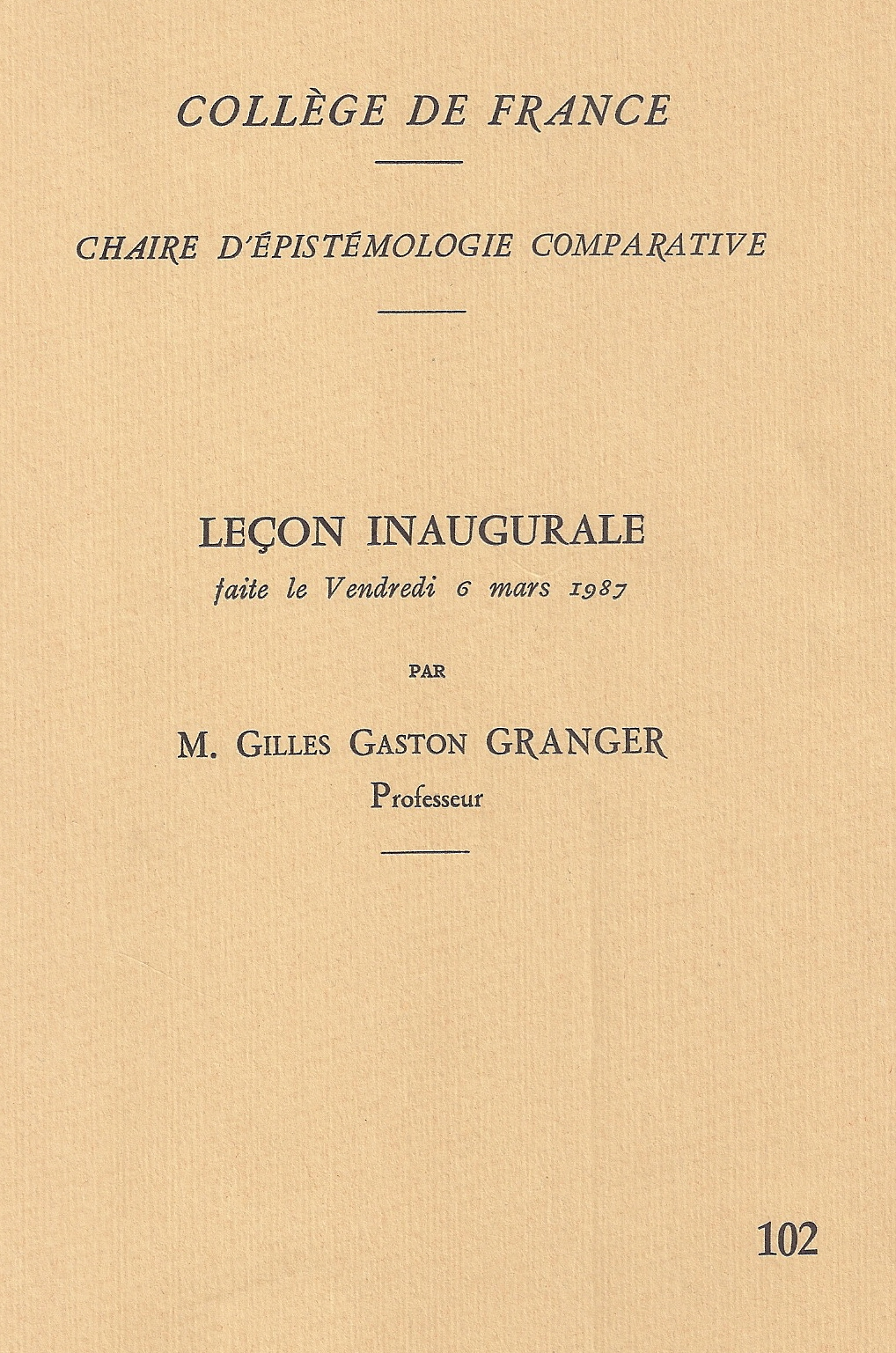
Chaire d'épistémologie comparative, Collège de France, 1987.

Né à Paris, fils de charpentier, Gilles Gaston Granger est un ancien élève de l'École normale supérieure de la rue d'Ulm. Il étudie avec Gaston Bachelard et Jean Cavaillès. Il est lauréat de l'agrégation de philosophie en 1943 (classé troisième après Jules Vuillemin et Tran Duc Thao) et devient également licencié ès sciences mathématiques et docteur ès lettres.

### Seconde Guerre mondiale et Résistance
Durant la Seconde Guerre mondiale, Granger s’engage dans la Résistance. Dans le maquis de la Creuse, il porte le prénom de « Gilles », qu'il gardera après la guerre.

### Carrière
De 1947 à 1953, il est professeur à l'université de São Paulo il noue « de solides liens avec le Brésil, où son œuvre est toujours très influente » ; de 1955 à 1962 il enseigne à la faculté des lettres de Rennes. De 1962 à 1964, il dirige l'ENS d'Afrique centrale à Brazzaville. De 1964 à 1986, est professeur à l'université de Provence (Aix-en-Provence). Spécialiste notamment de Ludwig Wittgenstein, il publie une traduction en français de son Tractatus logico-philosophicus (1972).
Gilles Gaston Granger est nommé en 1986 professeur au Collège de France, où il devient titulaire de la chaire d'épistémologie comparative (1986–1990). En 2000, il est professeur invité au Conservatoire national des arts et métiers.
Gilles Gaston Granger était président d'honneur des Archives Jules Vuillemin.

## Épistémologie comparative
L'épistémologie comparative a pour objet la comparaison des théories ou des systèmes scientifiques en vue de dégager « l'homologie formelle du fonctionnement de différents concepts dans ces structures ».

## Publications
- La Raison, Paris, PUF, 1955 ; rééd. 1984.
  - (nl) Het rationele denken, trad. Anton van den Heuvel, Meppel, Boom, 1971.
- Méthodologie économique, Paris, PUF, 1955.
- La mathématique sociale du marquis de Condorcet, Paris, PUF, 1956 ; rééd., Paris, Odile Jacob, 1989.
- Pensée formelle et sciences de l'homme, Paris, Aubier-Montaigne, 1960, nouvelle  éd. augmentée d'une préface : 1967; rééd. Archives Karéline, 2010.
  - (en) Formal Thought and the Sciences of Man, trad. Alexander Rosenberg (en), coll. « Boston Studies in the Philosophy of Science », Dordrecht–Boston–Londres, 1983[9].
- Wittgenstein, Paris, Seghers, 1969.
- Essai d'une philosophie du style, Paris, Armand Colin, 1969 ; rééd., Paris, Odile Jacob, 1987.« Le style est la solution individuelle apportée aux difficultés que rencontre tout travail de structuration[10]. »
- La théorie aristotélicienne de la science, Paris, Aubier, 1976.
- Langages et épistémologie, Paris, Klincksieck, 1979.
- Leçon inaugurale, Paris, Collège de France, 1987.
- Pour la connaissance philosophique, Paris, Odile Jacob, 1988.
  - (ja) 哲学的認識のために [Tetsugakuteki ninshiki no tameni], Tōkyō, Hōsei Daigaku Shuppankyoku, 1996.
- « La contradiction », Travaux du Centre de Recherches Sémiologiques, 57, p. 39–53, 1988.
- La vérification, Paris, Odile Jacob, 1992.
- La science et les sciences, Paris, PUF, coll. « Que sais-je ? », 1993.
  - (ja) 科学の本質と多様性 [Kagaku no honshitsu to tayōsei], Tōkyō, Hakusuisha, 2017.
- Formes, opérations, objets, Paris, Vrin, 1994.
- « Le langage dans la philosophie d'aujourd'hui », Philosophical problems today [Problèmes philosophiques d'aujourd'hui], vol. 2 (Language, meaning, interpretation), Dordrecht ; Boston, Kluwer, 1994, p. 45–71.
- Le probable, le possible et le virtuel, Paris, Odile Jacob, 1995.
- L'irrationnel, Paris, Odile Jacob, 1998.
- La pensée de l'espace, Paris, Odile Jacob, 1999.
- Sciences et réalité, Paris, Odile Jacob, 2001.
- Philosophie, langage science, Paris, EDP Sciences, 2003  (ISBN 9782868835789).

Autres publications
- avec Élisabeth Pacherie et Francis Wolff, Philosophes en liberté — Positions et arguments 1, Paris, Ellipses, 2001  (ISBN 9782729806552).
- Ludwig Wittgenstein, Tractatus logico-philosophicus, trad. Gilles-Gaston Granger, Paris, Gallimard, 1993.

Œuvres traduites
Nous en citons peu ici ; les traductions sont particulièrement nombreuses en portugais.

## Honneurs et distinctions
- Docteur honoris causa de l'université de São Paulo (Brésil)
- Docteur honoris causa de l'université de Sherbrooke (Québec)